# Paso de las Tropas

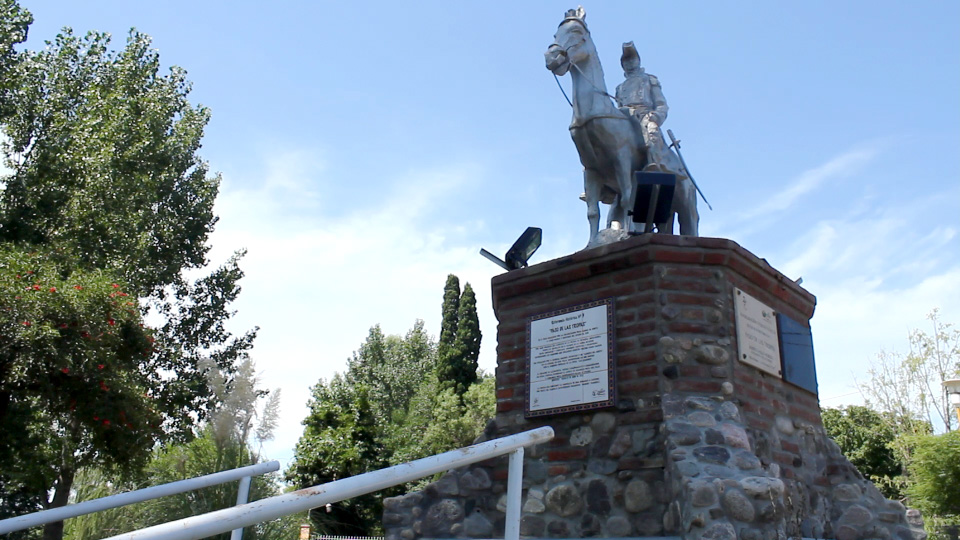
Monumento al General Manuel Belgrano en el Paso de las Tropas

Se denomina Paso de las Tropas al lugar ubicado en el extremo Este de la calle Angel Mastri (costanera) de Villa del Rosario (Córdoba) donde en 1819 el General Manuel Belgrano radicó el campamento de su Ejército del Norte de regreso del Alto Perú.

La zona era el cruce del río Xanaes o Segundo en el camino que unía el puerto de Buenos Aires con el Alto Perú y por tanto punto estratégico regional.
Belgrano llegó a Villa del Rosario a fines de febrero de 1819 estableciendo su cuartel en las márgenes del Río Segundo o Xanaes. Su finalidad era contener las amenazas de las fuerzas santafesinas y entrerrianas de los caudillos Estanislao López y Francisco Ramírez. Ya en las cartas que Belgrano escribe a las autoridades titula al paraje sea como Villa del Rosario que como Villa de los Ranchos.
La estadía de las tropas de Belgrano en el paso junto al Xanaes duró 22 días durante los cuales la villa cobró protagonismo. En el lugar se concentró la ayuda de vituallas que desde diversos puntos arribaban a las huestes de Belgrano.

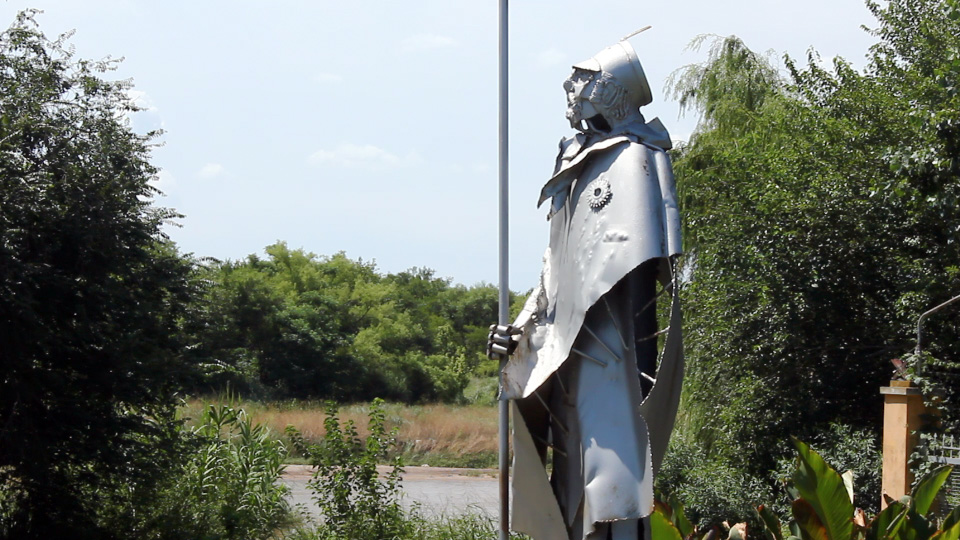
El monumento al soldado villarosariense custodia las costas del Xanaes

En 2009 las autoridades locales restauraron el lugar en forma de paseo turístico y para la memoria. Se reconstruyó el antiguo monolito recordatorio y se agregaron dos monumentos históricos, uno en homenaje a Manuel Belgrano y el otro, una obra escultórica, dedicado a la memoria de los villarosarienses que se sumaron a la causa de la lucha gaucha con las Tropas de Belgrano. Además se instalaron juegos infantiles y servicios para los turistas que decidan pasar la jornada a la vera del Xanaes.
El Lugar constituye la Referencia Histórica número 3 de un total de 29 distribuidas en toda la ciudad y que articulan un recorrido por la historia de la localidad desde su nacimiento hasta sus personajes más relevantes de mitad del pasado siglo.

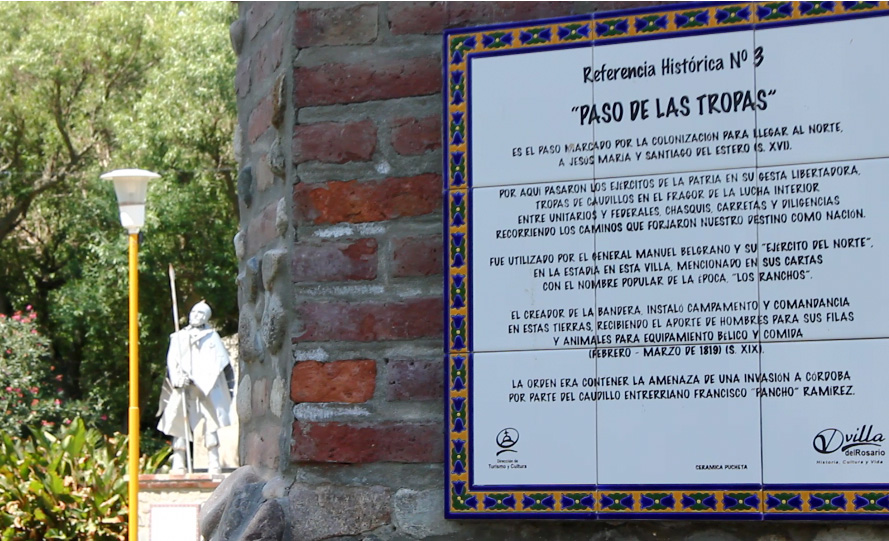
Placa que recuerda los acontecimientos históricos ocurridos en el lugar